# Бункеровочное судно

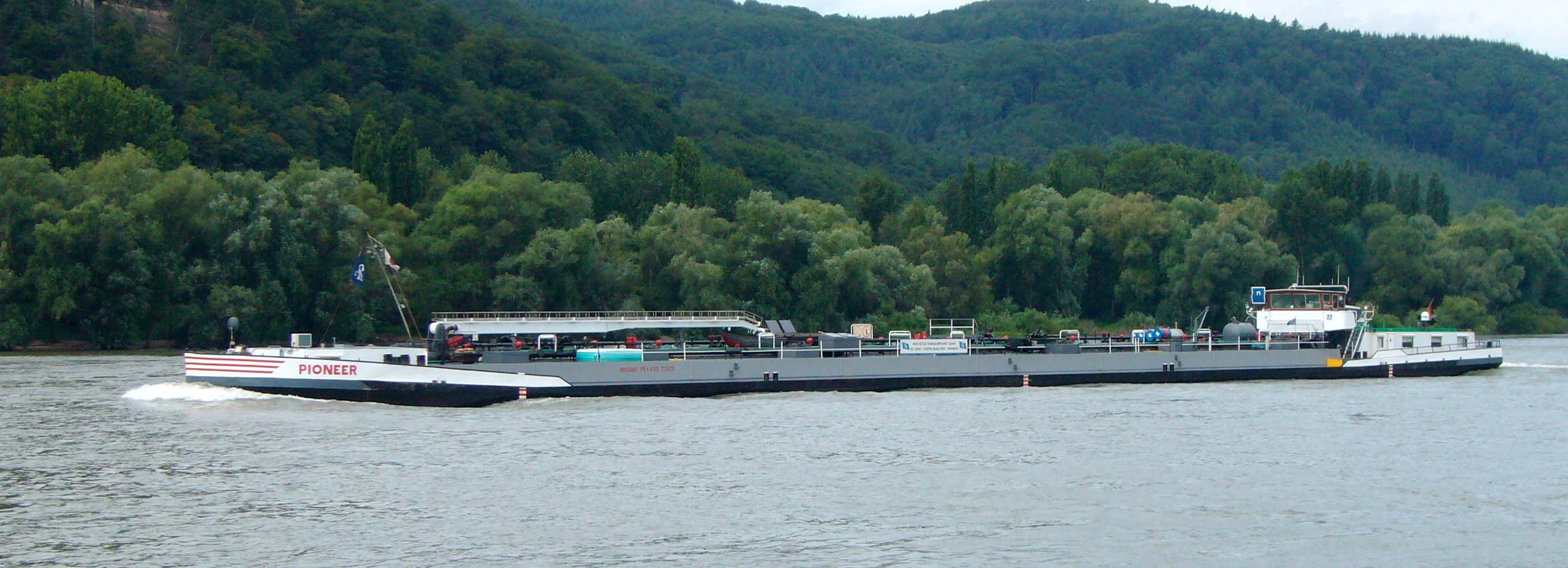
Речное бункеровочное судно «Pioneer», 2007 г.

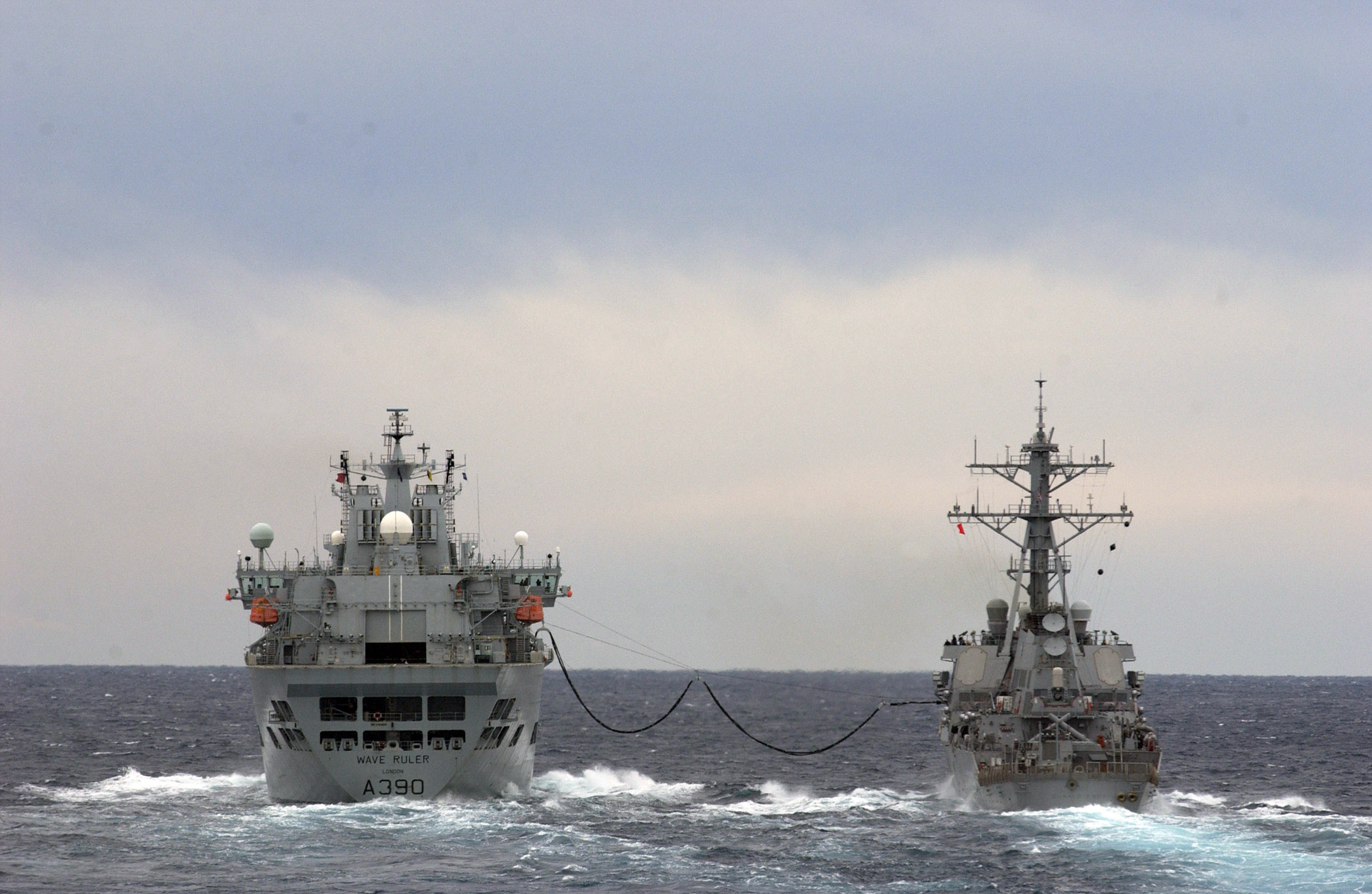
Работа бункеровщика на ходу, 2007 г.

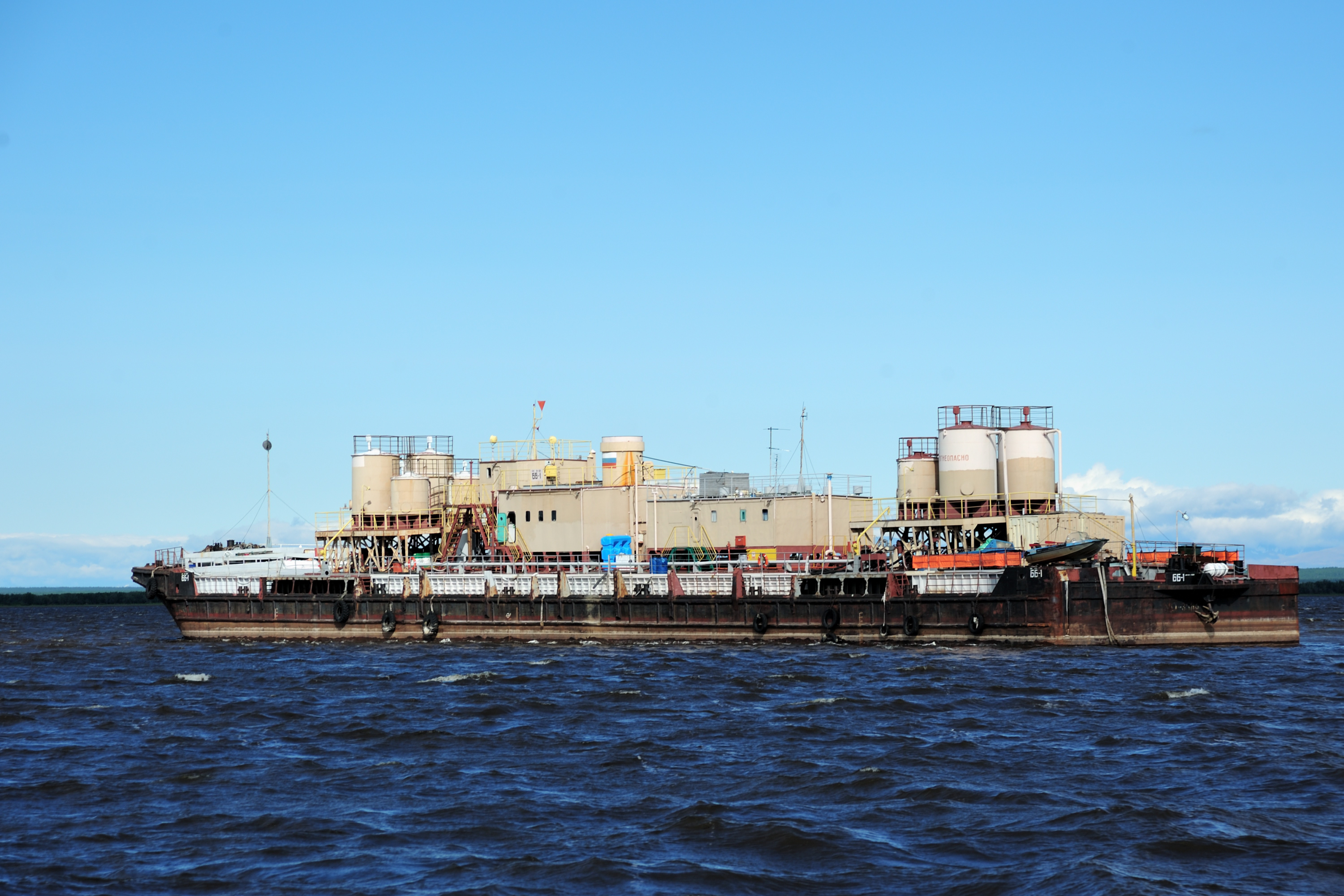
Бункеровочная станция на рейде речного порта Салехарда

Бункеро́вочное су́дно, иногда называемое бункеро́вщик — плавсредство, предназначенное для бункеровки судов.

## Общие сведения
Бункеровщик предназначен для снабжения судов на стоянке или на ходу топливом и моторными маслами. Он имеет оборудование для перекачки жидкого топлива или перегрузки угля на бункеруемое судно, а также располагает возможностью учёта количества передаваемого.
По своей сути бункеровщик — это специализированный танкер. В его качестве обычно используют специально построенные суда. Однако, в силу разных обстоятельств, иногда приспосабливают и суда других назначений. Например, обычные танкеры, как это было с «Престижем» и «Азербайджаном», или вообще реконструированные суда, как это было с крейсером «Адмирал Спиридонов».
Бункеровочное судно может быть и несамоходным и осуществлять заправку судов на рейде, в этом случае оно называется бункеровочной станцией или плавучей заправочной станцией (ПЗС)